# Harrison Tasher
Harrison Tasher (sinh ngày 5 tháng 1 năm 1985) là một cầu thủ bóng đá người Belize hiện tại thi đấu cho Belize Defence Force và Đội tuyển bóng đá quốc gia Belize ở vị trí tiền vệ.